# Лацизе
Лацизе је насеље у Италији у округу Верона, региону Венето.
Према процени из 2011. у насељу је живело 3049 становника. Насеље се налази на надморској висини од 86 м.

## Становништво
Према резултатима пописа становништва 2011. у општини је живело 6.695 становника.
| 1951. | 1961. | 1971. | 1981. | 1991. | 2001. | 2011. |
| ----- | ----- | ----- | ----- | ----- | ----- | ----- |
| 4.900 | 5.012 | 5.336 | 5.513 | 5.490 | 6.055 | 6.695 |

## Партнерски градови
- Розенхајм
- Розенхајм